# Graveley (Hertfordshire)
Graveley – wieś w Anglii, w hrabstwie Hertfordshire, w dystrykcie North Hertfordshire. Leży 19 km na północny zachód od miasta Hertford i 48 km na północ od centrum Londynu.